# Coelichneumon percussor
Coelichneumon percussor är en stekelart som först beskrevs av Peter Friedrich Ludwig Tischbein 1876.  Coelichneumon percussor ingår i släktet Coelichneumon och familjen brokparasitsteklar. Inga underarter finns listade i Catalogue of Life.